# Abbaye d'Asnières
L'abbaye d'Asnières est une abbaye située à Cizay-la-Madeleine, en France.

## Localisation
L'abbaye est située dans le département français de Maine-et-Loire, sur la commune de Cizay-la-Madeleine.

## Historique

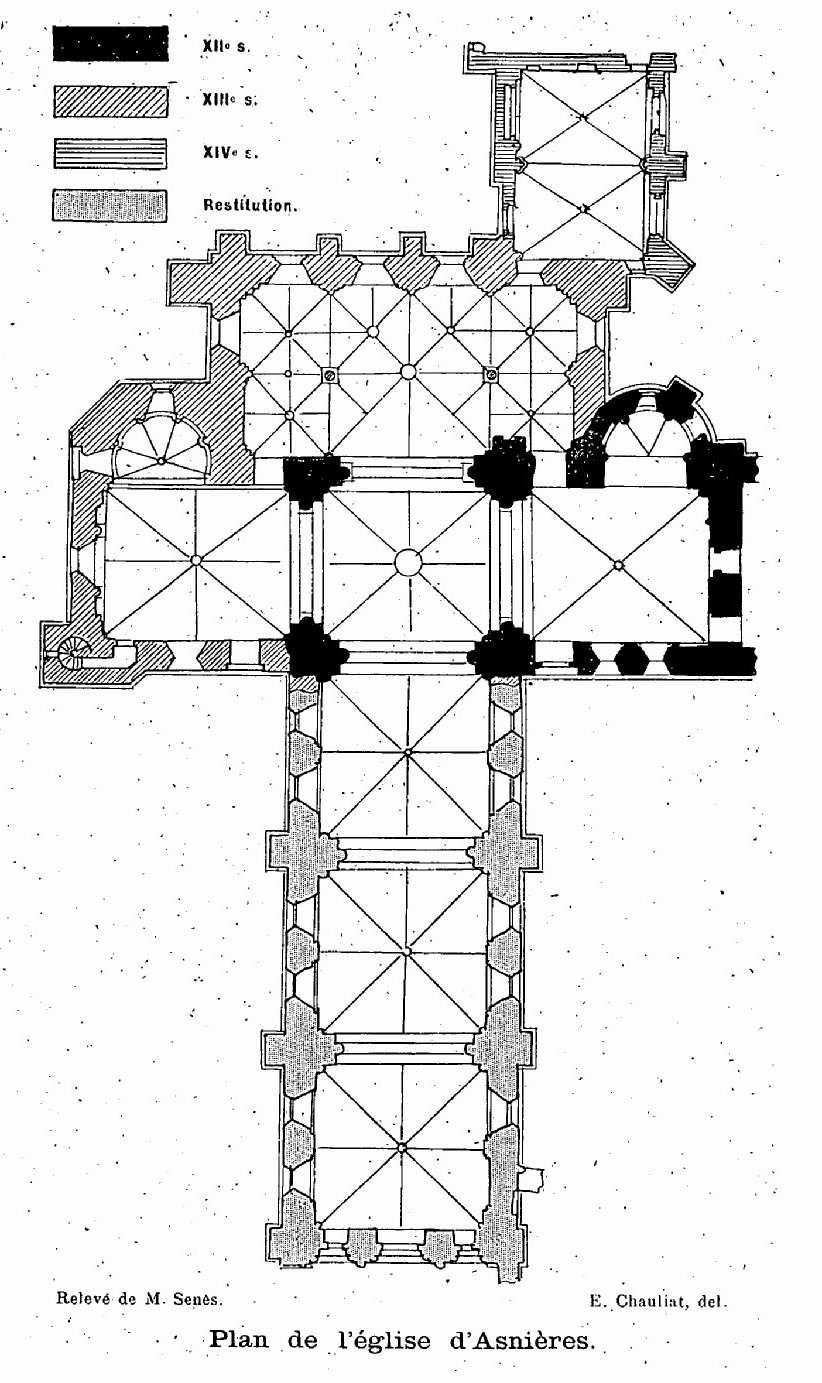
Plan de l'église abbatiale avec la reconstitution de la nef
Congrès archéologique de France, 1910.

Le site boisé, propriété du seigneur de Montreuil (Montreuil-Bellay), Giraud II Berlai, fut concédé dans un premier temps aux moines de Saint-Nicolas d'Angers. Ceux-ci s'en désintéressant, Bernard de Tiron (mort en 1117), compagnon de Robert d'Arbrissel (le fondateur de l'abbaye de Fontevraud, maison-mère de l’ Ordre de Fontevraud), y établit un prieuré bénédictin, érigé en abbaye en 1129.
L'abbaye connaît une grande prospérité au Moyen Âge. Giraud II Berlai apporte en 1133 de riches présents à Asnières pour la construction d'une nouvelle église destinée à la sépulture des seigneurs de Montreuil. Grâce à cette générosité et avec les nouveaux progrès de l'art, un genre nouveau de construction apparaît, auquel on a donné le nom de gothique angevin ou style Plantagenêt. En 1137, Giraud indemnise les moines de Saint-Nicolas qui se souviennent alors de leurs droits et tentent de les faire valoir.
Le déclin de l'abbaye s'amorce avec les guerres de Religion (1562-1569). Montreuil-Bellay est une place forte et un arsenal pour les deux parties tour à tour. L'abbaye est pillée en 1569 par les huguenots : 30 moines sont massacrés, les toitures brûlent avec le clocher, le cloître disparaît tout comme le réfectoire et le dortoir. Elle est partiellement restaurée avec l'abbé Verdier en 1635. Elle se tient à part des réformes religieuses et refuse son attachement aux nouvelles congrégations. En 1650, on ne compte plus que 6 moines. En 1746, l'abbaye n'a gardé que deux moines, elle est alors rattachée par concordat au collège des jésuites de la Flèche.
En 1790, elle est vendue comme bien national à Joseph de la Selle d'Echuilly. Il y construit une demeure qui brûle peu de temps après son achèvement. Il revend la propriété en parcelles qui sont alors vouées à l'agriculture. L'église est convertie en hangar à fourrage. En 1857, la nef est abattue pour en récupérer les pierres. En 1901, les ruines sont acquises par monsieur Chappée et monsieur de la Brière qui réhabilitent le monument. Des fouilles et des exhumations sont entreprises en 1902. 
En 2012, le département de Maine-et-Loire fait part de son souhait de vendre l'abbaye. La commune de Cizay-la-Madeleine se porte acquéreur.
Depuis le 9 avril 2014, l'abbaye d'Asnières est propriété privée, rachetée par l'homme politique Alain Suguenot et sa femme. Elle reste ouverte à la visite.

## Protection
L'édifice est classé au titre des monuments historiques le 10 février 1909. En 1950, M. Chappé en fait don au département de Maine-et-Loire.

## Architecture
À l'origine, l'ensemble des bâtiments comprend une église de la fin de XIIe siècle (transept et chœur), une chapelle abbatiale de la fin du XIVe siècle, un logis abbatial, un cloître, un chapitre, une grange monastique, une hôtellerie ainsi qu'un colombier polygonal du XVIIe siècle restauré.

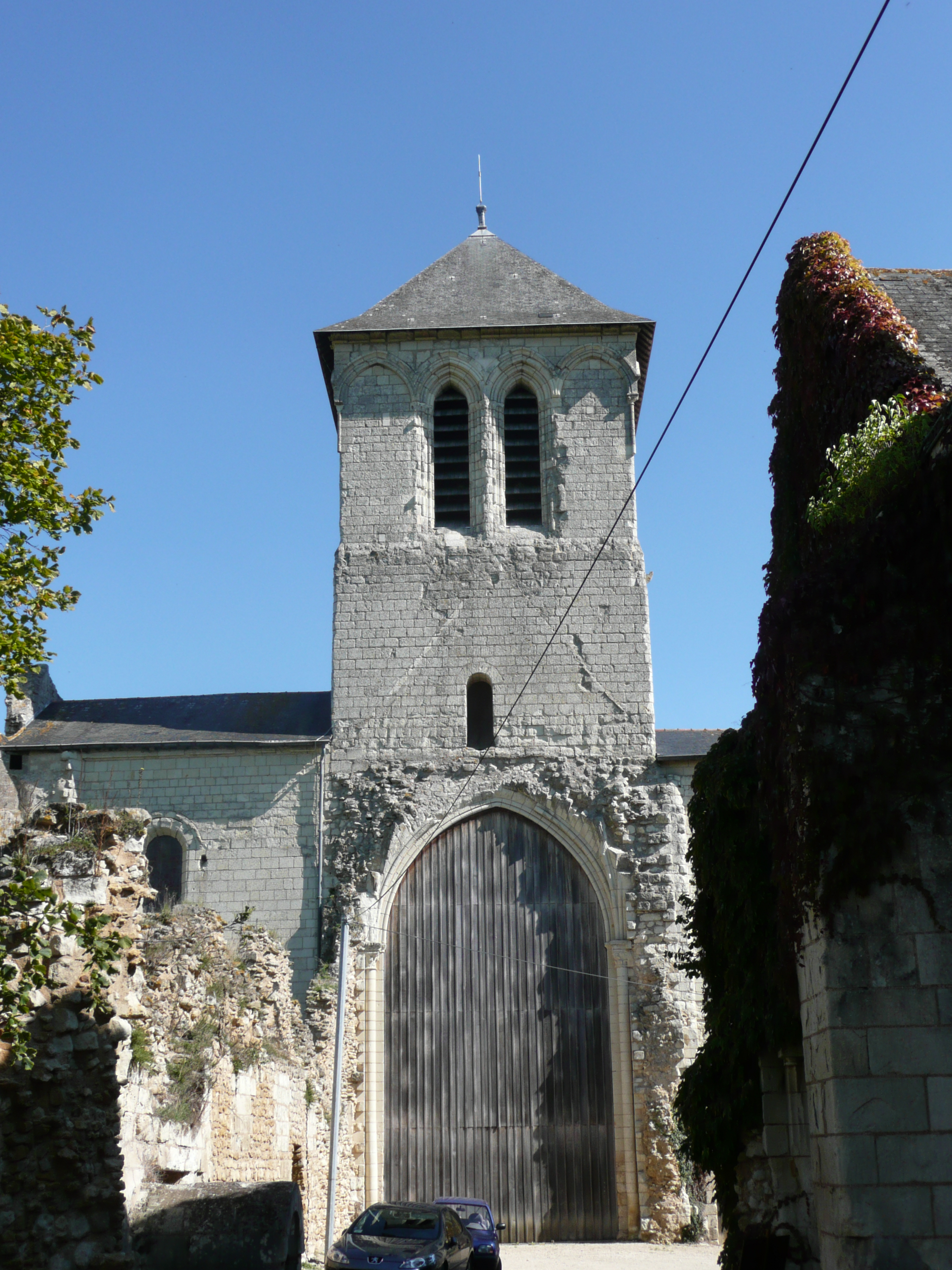
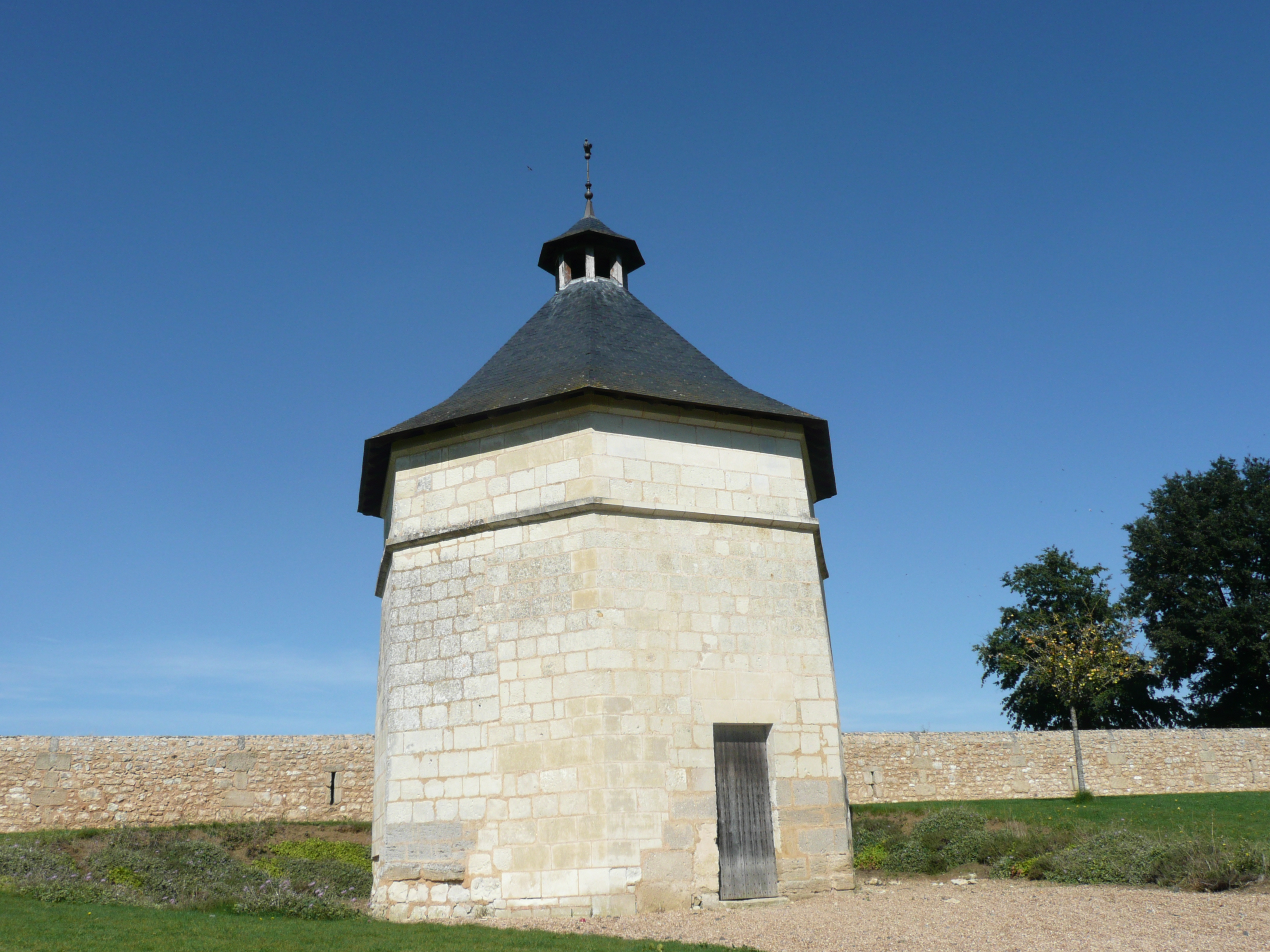
Colombier polygonal.
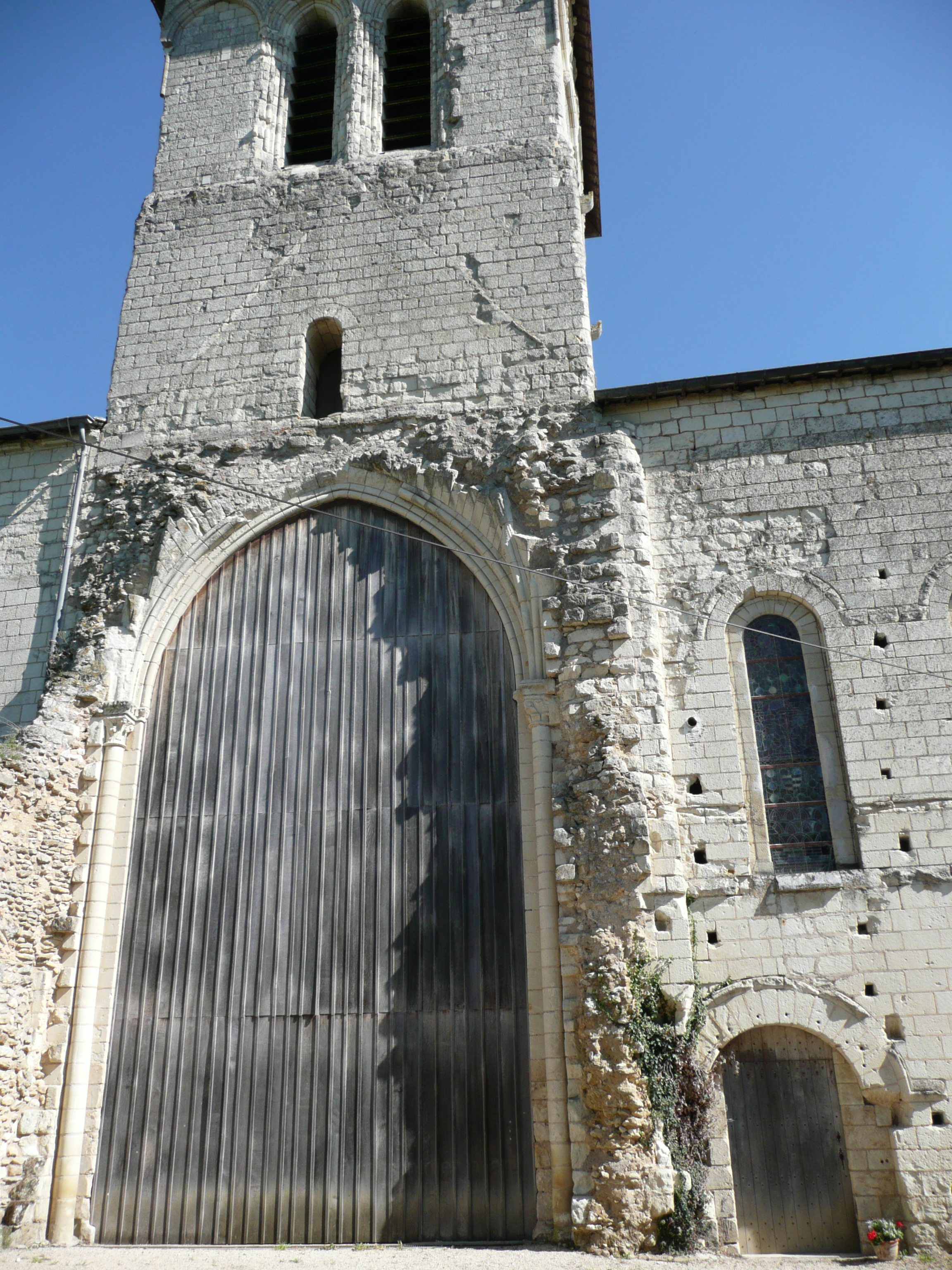
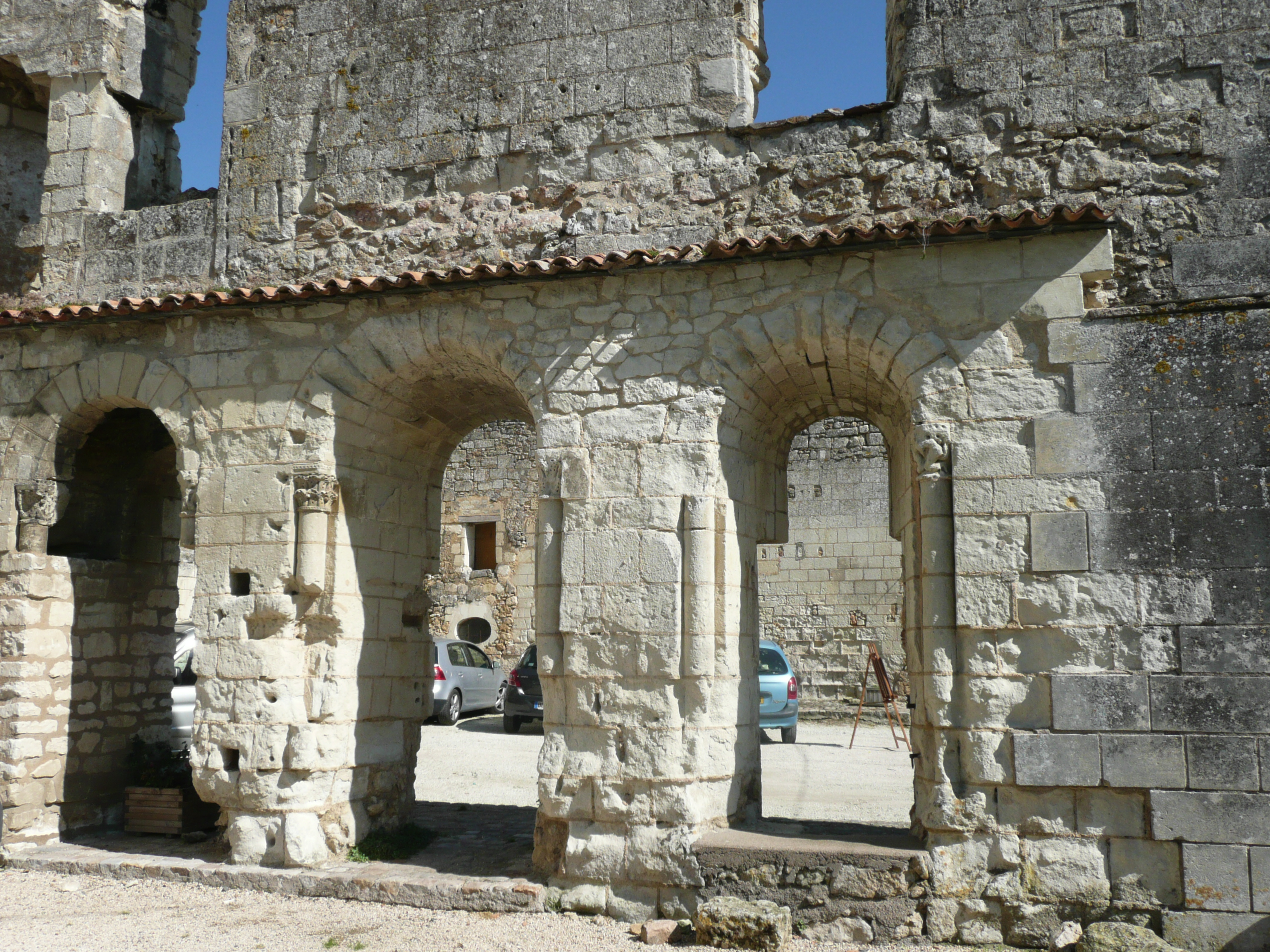
Vestige du cloître.
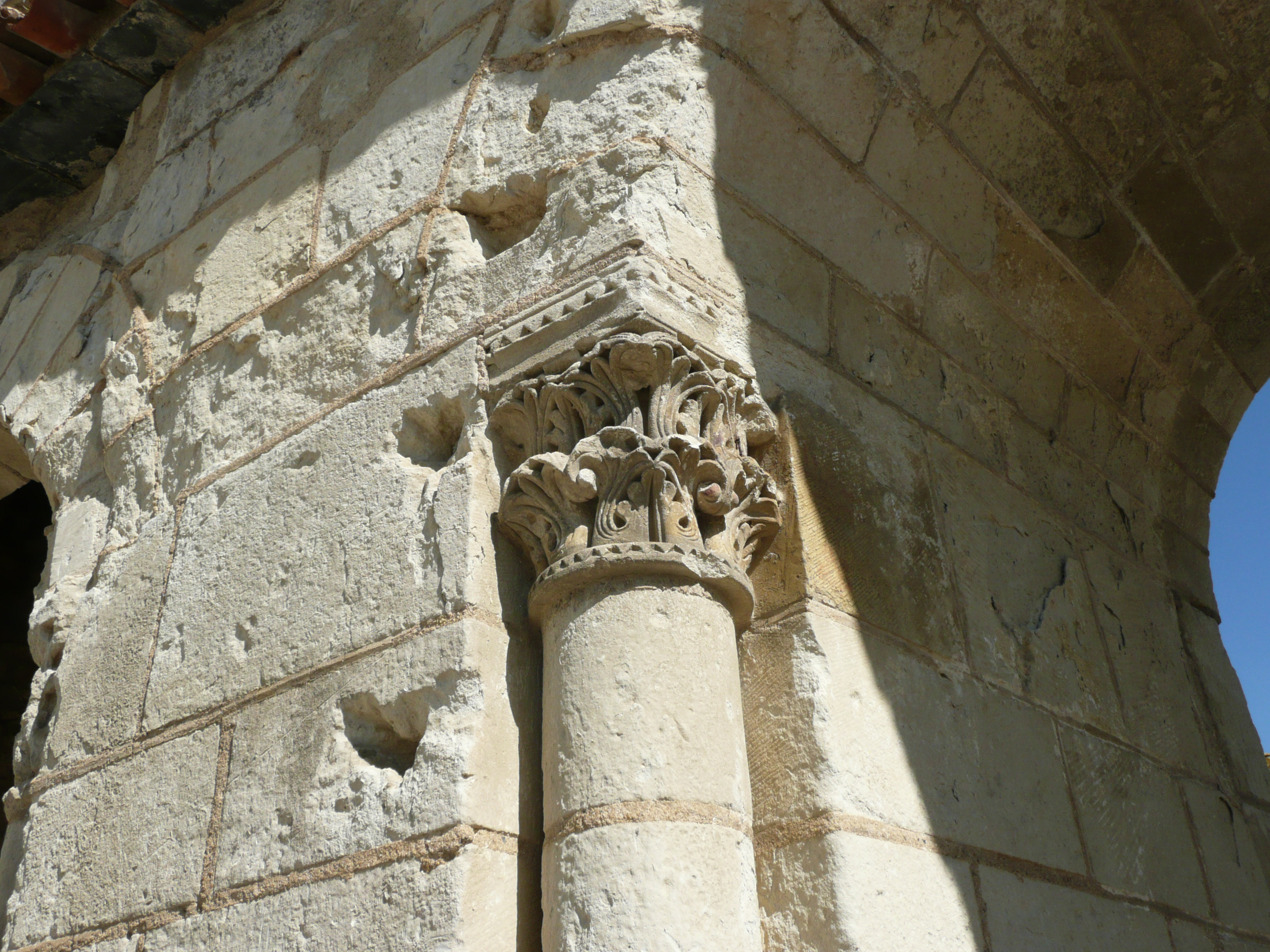
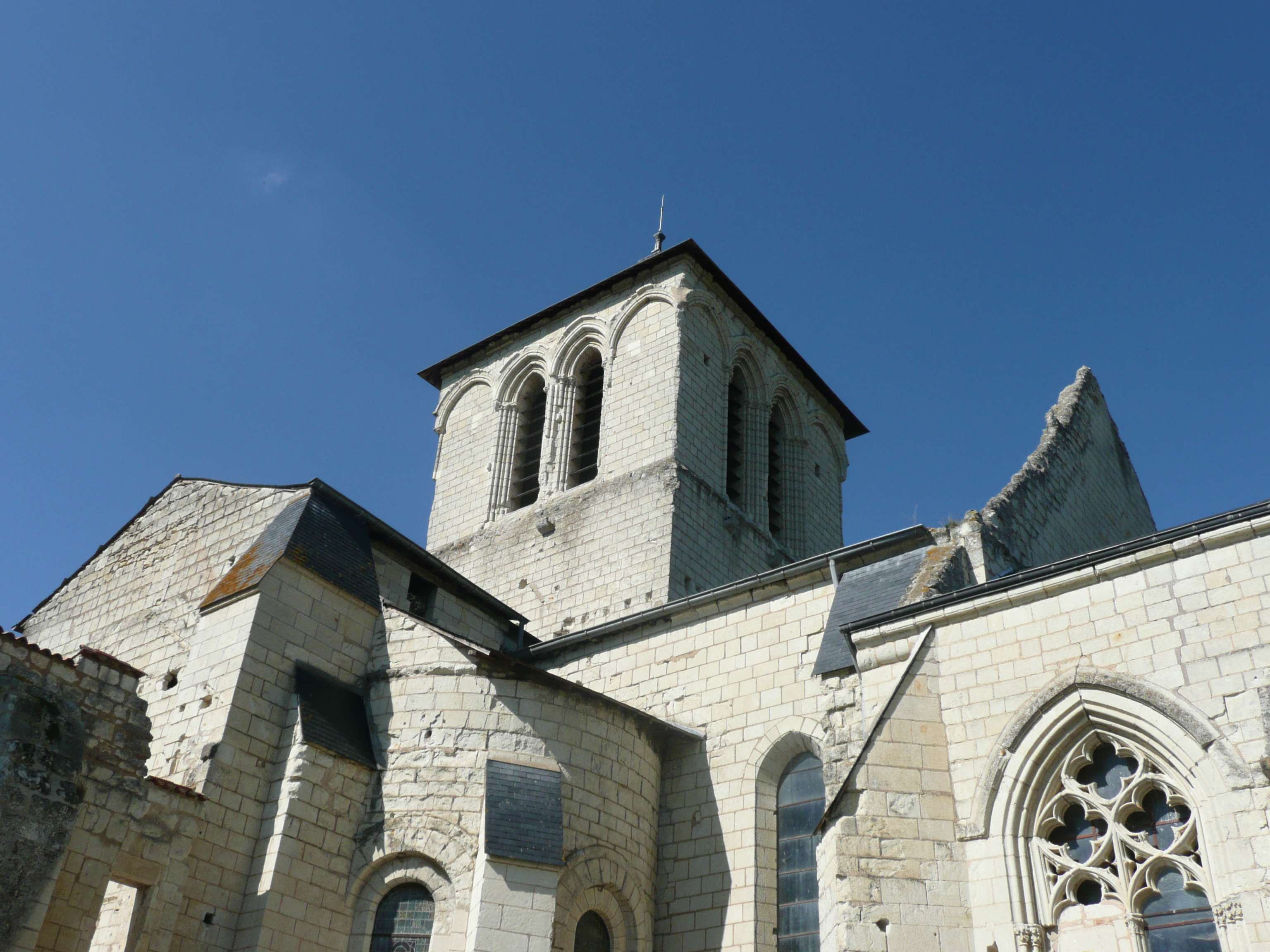